# Uranio Antonino
Lucio Giulio Aurelio Sulpicio Severo Uranio Antonino (latino: Lucius Iulius Aurelius Sulpicius Severus Uranius Antoninus; fl. 253/254) è stato un usurpatore contro gli imperatori romani Valeriano e Gallieno, ribellatosi nelle province orientali nel 253/254.
L'Uranio di cui parla Zosimo e che si sarebbe ribellato nel 221 contro Eliogabalo o Alessandro Severo potrebbe nascere da un errore dello storico nel riportare la storia di Uranio Antonino.

## Biografia

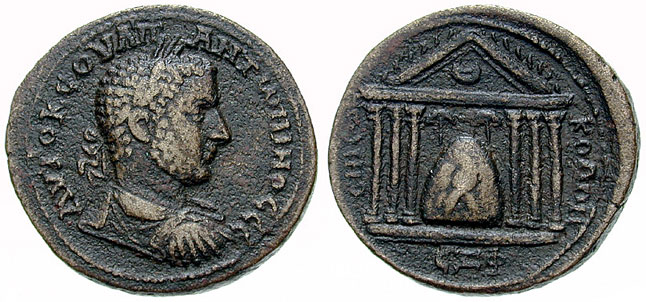
Moneta di Uranio Antonino, riportante iscrizioni in greco e datata secondo le ere seleucidi. Al rovescio è raffigurato il tempio dedicato alla divinità solare El Gabal ad Emesa con all'interno la sacra pietra.

In Siria, Uranio Antonino coniò delle monete con legende greche che lo proclamano imperatore, e datate al 253/254 in base alle ere seleucidi, seguite da altre che ne ridimensionano le pretese.
È stata proposta l'identificazione di Uranio con il sacerdote Sampsigeramus, citato da Giovanni Malala come colui il quale guidò una limitata forza di soldati armati di fionde che inflissero una sonora sconfitta al re sasanide Sapore I durante la sua terza invasione del territorio romano. Secondo questa interpretazione, Uranio sarebbe diventato imperatore in occasione di questa invasione sasanide, in quanto la latitanza del potere centrale imponeva le personalità locali a provvedere alla difesa del territorio mediante la raccolta di forze autoctone, e l'autorità di un imperatore, sia pure locale, avrebbe facilitato questa opera. Con l'approssimarsi di Valeriano e del suo esercito, Uranio avrebbe ridotto le proprie pretese, forse a seguito di un compromesso con l'imperatore.